# Tour d'observation du Kuwohi
La tour d'observation du Kuwohi – ou autrefois tour d'observation du dôme Clingmans – est une tour d'observation américaine située au sommet du Kuwohi, pour l'essentiel dans le comté de Swain, en Caroline du Nord, et peut-être en partie le comté de Sevier, dans le Tennessee. Protégée au sein du parc national des Great Smoky Mountains, elle est elle-même inscrite au Registre national des lieux historiques depuis le 15 août 2012. On y accède en empruntant un court sentier de randonnée depuis le pac de stationnement au bout de la Kuwohi Road.